# ヴァイオリン協奏曲第2番 (バルトーク)
'ヴァイオリン協奏曲第2番Sz.112は、バルトーク・ベーラが1937年8月から1938年12月31日にかけて作曲した作品。生前はバルトークの唯一のヴァイオリン協奏曲と思われていたが、死後《ヴァイオリン協奏曲 第1番》が再発見され、第2番と番号付けされるようになった。演奏時間は35分から39分。
初演は1939年3月23日、アムステルダムにて、セーケイ・ゾルターンのヴァイオリン、ウィレム・メンゲルベルクの指揮のアムステルダム・コンセルトヘボウ管弦楽団により行われた。

## 楽器編成
独奏ヴァイオリン、フルート2（第2奏者ピッコロ持ち替え）、オーボエ2（第2奏者コーラングレ持ち替え）、クラリネット（A管）2（第2奏者バスクラリネット持ち替え）、ファゴット2（第2奏者コントラファゴット持ち替え）、ホルン4、トランペット2、トロンボーン3、ティンパニ、小太鼓2（スネアあり、なし）、大太鼓、シンバル（合わせシンバルとサスペンディッド・シンバル）、トライアングル、タムタム、チェレスタ、ハープ、弦五部

## 構成
以下の3楽章の構成をとる。
第1楽章　Allegro non troppo
- ソナタ形式による。おおむねロ調（ロ短調）。独奏ヴァイオリンが弾きはじめる第1主題はヴェルブンコシュを踏まえた五音音階風だが、次第に音が増えていき、第2主題は12半音階の音がすべて出てくる。終盤付近にはヴァイオリン独奏で四分音まで使われる。演奏時間は約16分。

第2楽章　Andante tranquillo
- 変奏曲形式、ト調。6つの変奏によって構成される。演奏時間は約11分。

第3楽章　Allegro molto
- ソナタ形式で、おおむねロ調。民俗舞曲的な疾走感が強い。また開始楽章の素材に基づいた主題が多用され（新しい主題もある）、バルトークの好んだアーチ形式が形成される。演奏時間は約12分。